# هماییان
هماییان (به لاتین: Gypaetinae) یکی از دو زیرتیره کرکس‌های جهان قدیم است و دیگری دالیان است. برخی مقامات طبقه‌بندی Gypaetinae را در داخل سارگپه‌عسلیان قرار می‌دهند. آنها در حال حاضر در بسیاری از مناطق آفریقا، آسیا و جنوب اروپا یافت می‌شوند، از این رو کرکس‌های «جهان قدیم» در نظر گرفته می‌شوند، اما در اواخر پلیستوسن، آنها در آمریکای شمالی نیز حضور داشتند.
یک مطالعه در سال ۲۰۰۵ نشان داد که عقاب مارخور ماداگاسکاری ارتباط نزدیکی دارد.